# Pokal Nogometne zveze Slovenije 1999-2000
La Pokal Nogometne zveze Slovenije 1999./00. (in lingua italiana: Coppa della federazione calcistica slovena 1999-00) fu la nona edizione della coppa nazionale di calcio della Repubblica di Slovenia.
Vi parteciparono tutte le squadre slovene. Nei primi turni si sfidarono le squadre minori, quelle nelle associazioni inter-comunali (MNZ, "Medobčinske nogometne zveze"), fino ad arrivare alla fase finale, con l'entrata dei club della 1. SNL 1998-1999, dai sedicesimi di finale in poi.
A vincere fu l'Olimpia Lubiana, al suo terzo titolo nella competizione.

Questo successo diede ai bianco-verdi l'accesso alla Coppa UEFA 2000-2001.

## Partecipanti
Le 12 squadre della 1. SNL 1998-1999 sono ammesse di diritto. Gli altri 20 posti sono stati assegnati attraverso le coppe inter–comunali.
| Ammesse di diritto | Coppe inter–comunali | Coppe inter–comunali | Coppe inter–comunali | Coppe inter–comunali |
| Ammesse di diritto | Associazione         | Squadre              | Squadre              | Squadre              |
| --- | -------------------- | -------------------- | -------------------- | -------------------- |
| - Beltinci - Celje - Domžale - Gorica - Koper - Korotan Prevalje - Maribor - Mura - Olimpia Lubiana - Primorje - Rudar Velenje - Triglav | MNZ Lubiana          | Elan                 | Factor Ježica        | Ivančna Gorica       |
| - Beltinci - Celje - Domžale - Gorica - Koper - Korotan Prevalje - Maribor - Mura - Olimpia Lubiana - Primorje - Rudar Velenje - Triglav | MNZ Maribor          | Železničar Maribor   | Paloma               | Pohorje              |
| - Beltinci - Celje - Domžale - Gorica - Koper - Korotan Prevalje - Maribor - Mura - Olimpia Lubiana - Primorje - Rudar Velenje - Triglav | MNZ Celje            | Šentjur              | Šmartno ob Paki      |                      |
| - Beltinci - Celje - Domžale - Gorica - Koper - Korotan Prevalje - Maribor - Mura - Olimpia Lubiana - Primorje - Rudar Velenje - Triglav | MNZ Capodistria      | Tabor Sežana         | Ilirska Bistrica     |                      |
| - Beltinci - Celje - Domžale - Gorica - Koper - Korotan Prevalje - Maribor - Mura - Olimpia Lubiana - Primorje - Rudar Velenje - Triglav | MNZ Nova Gorica      | Idrija               | Brda                 |                      |
| - Beltinci - Celje - Domžale - Gorica - Koper - Korotan Prevalje - Maribor - Mura - Olimpia Lubiana - Primorje - Rudar Velenje - Triglav | MNZ Murska Sobota    | Veržej               | Tromejnik            |                      |
| - Beltinci - Celje - Domžale - Gorica - Koper - Korotan Prevalje - Maribor - Mura - Olimpia Lubiana - Primorje - Rudar Velenje - Triglav | MNZ Lendava          | Odranci              | Črenšovci            |                      |
| - Beltinci - Celje - Domžale - Gorica - Koper - Korotan Prevalje - Maribor - Mura - Olimpia Lubiana - Primorje - Rudar Velenje - Triglav | MNZ Goreniska-Kranj  | Lesce                | Britof               |                      |
| - Beltinci - Celje - Domžale - Gorica - Koper - Korotan Prevalje - Maribor - Mura - Olimpia Lubiana - Primorje - Rudar Velenje - Triglav | MNZ Ptuj             | Drava Ptuj           | Aluminij             |                      |

## Sedicesimi di finale
| Squadra 1          | Risultato             | Squadra 2        |
| ------------------ | --------------------- | ---------------- |
| Drava Ptuj         | 1 – 4                 | Primorje         |
| Triglav            | 0 – 4                 | Maribor          |
| Brda               | 0 – 2                 | Celje            |
| Tabor Sežana       | 0 – 1                 | Pohorje          |
| Ilirska Bistrica   | 0 – 2                 | Domžale          |
| Železničar Maribor | 1 – 1 (dts) (4-3 dtr) | Beltinci         |
| Aluminij           | 0 – 2                 | Olimpia Lubiana  |
| Mura               | 2 – 0                 | Rudar Velenje    |
| Tromejnik          | 0 – 9                 | Gorica           |
| Britof             | 2 – 1                 | Factor Ježica    |
| Črenšovci          | 5 – 0                 | Paloma           |
| Veržej             | 3 – 0                 | Lesce            |
| Elan               | 3 – 1                 | Šmartno ob Paki  |
| Idrija             | 0 – 1                 | Odranci          |
| Koper              | 4 – 1                 | Šentjur          |
| Ivančna Gorica     | 0 – 1                 | Korotan Prevalje |

## Ottavi di finale
| Squadra 1          | Risultato | Squadra 2        |
| ------------------ | --------- | ---------------- |
| Koper              | 0 – 3     | Gorica           |
| Domžale            | 0 – 2     | Primorje         |
| Železničar Maribor | 2 – 3     | Mura             |
| Črenšovci          | 0 – 8     | Maribor          |
| Veržej             | 0 – 8     | Korotan Prevalje |
| Olimpia Lubiana    | 5 – 1     | Pohorje          |
| Britof             | 0 – 6     | Celje            |
| Elan               | 2 – 0     | Odranci          |

## Quarti di finale
| Squadra 1 | Totale | Squadra 2        | Andata | Ritorno |
| --------- | ------ | ---------------- | ------ | ------- |
| Celje     | 2 – 5  | Maribor          | 0 – 2  | 2 – 3   |
| Gorica    | 5 – 4  | Elan             | 5 – 2  | 0 – 2   |
| Primorje  | 0 – 3  | Korotan Prevalje | 0 – 2  | 0 – 1   |
| Mura      | 2 – 6  | Olimpia Lubiana  | 1 – 2  | 1 – 4   |

## Semifinali
| Squadra 1       | Totale | Squadra 2        | Andata | Ritorno |
| --------------- | ------ | ---------------- | ------ | ------- |
| Maribor         | 3 – 4  | Korotan Prevalje | 3 – 1  | 0 – 3   |
| Olimpia Lubiana | 3 – 2  | Gorica           | 2 – 1  | 1 – 1   |

## Finale
| Squadra 1        | Totale | Squadra 2       | Andata | Ritorno |
| ---------------- | ------ | --------------- | ------ | ------- |
| Korotan Prevalje | 2 – 3  | Olimpia Lubiana | 2 – 1  | 0 – 2   |

### Andata
| Arbitro: | Silvo Borošak (Spodnji Duplek) |

|                 |           |           |
| Tiganj 44’, 53’ | Marcatori | 43’ Kosič |

### Ritorno
| Arbitro: | Robert Zirnstein (Portorose) |

|                        |           |  |
| Kujović 44’ Kmetec 65’ | Marcatori |  |